# Castillo de Johannishus
El Castillo de Johannishus (en sueco: Johannishus slott) es una mansión en el municipio de Ronneby, condado de Blekinge, Suecia. La ciudad de Johannishus se encuentra a unos pocos kilómetros al sur de la finca.

## Historia
La mansión fue fundada en torno a 1670-1680 por Hans Wachtmeister (1641-1714), Almirante general de la Marina Real Sueca. El edificio principal fue completado en 1779 bajo la propiedad del Conde Fredrik Georg Hans Carl Wachtmeister (1720-1792). Fue diseñado por el arquitecto Carl Fredric Adelcrantz (1716-1796). La propiedad es ahora administrada por Johannishus Gods que lleva a cabo la gestión forestal, agrícola y de caza de la finca.